# ティネット (小惑星)
ティネット (687 Tinette) は小惑星帯に位置する小惑星である。ウィーンでヨハン・パリサによって発見された。名前の由来は不明。